# Ghiacciaio Franz Josef
Il ghiacciaio Franz Josef (Ka Roimata o Hinehukatere in lingua māori) è un ghiacciaio lungo 12 chilometri situato nel Westland National Park sulla costa occidentale dell'Isola del Sud, in Nuova Zelanda. Insieme al ghiacciaio Fox 20 chilometri più a sud, è l'unico che scende dalle Alpi meridionali fino a meno di 300 m s.l.m., in mezzo alla vegetazione della foresta pluviale temperata.
L'area circostante i due ghiacciai fa parte del Te Wahipounamu, un sito dichiarato patrimonio dell'umanità. Il fiume che esce dal ghiacciaio Franz Josef è noto col nome di fiume Waiho.